# Топанга (Калифорнија)
Топанга (енгл. Topanga) насељено је место без административног статуса у америчкој савезној држави Калифорнија.

## Демографија
По попису из 2010. године број становника је 8.289.
| Група             | 2000.    | 2010.         |
| Белци             | 0 (0,0%) | 7.002 (84,5%) |
| Афроамериканци    | 0 (0,0%) | 117 (1,4%)    |
| Азијати           | 0 (0,0%) | 353 (4,3%)    |
| Хиспаноамериканци | 0 (0,0%) | 534 (6,4%)    |
| Укупно            | 0        | 8.289         |